# Hachagowdanahalli, Hassan
Hachagowdanahalli là một làng thuộc tehsil Hassan, huyện Hassan, bang Karnataka, Ấn Độ.